# Grażdanka

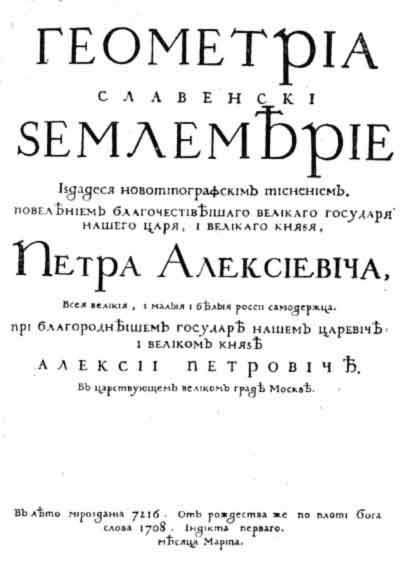
Okładka pierwszej książki opublikowanej w grażdance (1708)

Grażdanka (ros. skrót odprzymiotnikowy od гражданский шрифт, grażdanskij szrift, tj. czcionka cywilna) – zbliżona do form antykwy łacińskiej, czcionka cyrylicy, opracowana przez Piotra Mohyłę i później wprowadzona w Carstwie Rosyjskim za czasów Piotra I Wielkiego w latach 1708–1711.
Pierwotnie dokonano tylko modyfikacji kształtu liter i zachowano w grażdance wszystkie litery należące do cyrylicy. Szersze stosowanie grażdanki pokazało jednak, że zasób liter nie nadaje się w pełni do zapisu tekstów rosyjskich, ponieważ cyrylica pierwotnie służyła do zapisu tekstów w języku cerkiewnosłowiańskim. Dlatego też w ciągu XVIII w. reformowano ortografię, dokonując następujące zmiany:
- usunięto litery oznaczające głoski występujące pierwotnie w języku cerkiewnosłowiańskim, a niewystępujące w języku rosyjskim – np. znaki samogłosek nosowych, wymawianych już od dawna jako ‘u’ (dawne ‘ǫ’) i ‘a’ (dawne ‘ę’), zapisywane były w tekstach cerkiewnosłowiańskich jusami, które dublowały się ze znakami i dwuznakami na ‘u’, ‘a’, ‘ju’ i ‘ja’;
- usunięto litery (np. omega i dzelo) niestosowane już do zapisu słów, a tylko do tradycyjnego zapisu liczb (w języku starocerkiewnosłowiańskim liczby zapisywano z grecka, pisząc obok siebie litery, z których każdej przypisywano określoną wartość liczbową – suma tych wartości oznaczała zapisaną liczbę; nad pierwszą i ostatnią literą tak przedstawionej liczby pisano znak tytło podobny graficznie do tyldy);
- dodano nowe litery (‘э’ i obecna postać ‘я’ zostały wprowadzone w 1710, ‘й’ w 1735, a ‘ё’ w 1797), aby pisownia lepiej oddawała wymowę.

W XVIII w. nie zmieniono jednak utrwalonej pisowni wyrazów rosyjskich opartej często na naśladownictwie pisowni wyrazów starocerkiewnosłowiańskich (dlatego np. ‘je’ w zależności od wyrazu zapisywano literą E lub Ѣ).
5 lipca 1917 dokonano ostatecznej reformy pisowni, usuwając niektóre litery, aby uprościć i ujednolicić pisownię. Zgodnie z nowymi zasadami, z alfabetu rosyjskiego usunięto litery ѣ (jać), ѳ (fita) oraz i (tzw. i diesiatiericznoje), zastępując je odpowiednio znakami е, ф, и. Ostatecznie usunięto też ѵ (iżycę), używaną jedynie w tekstach religijnych, w dodatku w bardzo niewielu słowach. Znacząco zredukowano użycie znaku twardego (ъ). Literę ъ w latach 20. i 30. XX w. często zastępowano apostrofem, ale zmiana przyjęła się tylko w języku ukraińskim i białoruskim. Reforma z grudnia 1917 została ostro skrytykowana przez środowiska konserwatywne, duchownych i pisarzy, którzy znaleźli się w opozycji wobec nowego państwa sowieckiego. Jeszcze w latach 70. XX w. niektóre emigracyjne wydawnictwa rosyjskie publikowały dzieła z zachowaniem dawnej ortografii, demonstrując w ten sposób swoje przywiązanie do wartości przedrewolucyjnych.
Wzorując się na zmianach dokonanych w XVIII-XIX w. w ortografii rosyjskiej zmodyfikowano także inne alfabety cyryliczne, np. bułgarskiego, serbskiego oraz niektórych innych języków. W XX w. alfabet rosyjski zaadaptowano do zapisu licznych języków na terenie ZSRR oraz w Mongolii. Sytuacja taka utrzymuje się w zasadzie do dziś, aczkolwiek niektóre z tych języków porzuciły cyrylicę na rzecz alfabetu łacińskiego. W większości tych lokalnych odmian alfabetu dodane zostały dodatkowe litery dla oddania dźwięków niewystępujących w języku rosyjskim.
Stary („kościelny”) kształt cyrylicy (tzw. połuustaw) jest dziś zachowywany jedynie w wydawnictwach cerkiewnych w języku cerkiewnosłowiańskim, aczkolwiek i te coraz częściej drukowane są z użyciem współczesnych czcionek. Dotyczy to w szczególności wydawnictw przeznaczonych do użytku wiernych (modlitewniki, śpiewniki).